# Canada Masters 2002
Il Canada Masters 2002 (conosciuto anche come Rogers AT&T Cup per motivi di sponsorizzazione) è stato un torneo di tennis giocato sul cemento. È stata la 112ª edizione del Canada Masters, che fa parte della categoria ATP Masters Series nell'ambito dell'ATP Tour 2002, e della categoria Tier I nell'ambito del WTA Tour 2002. Il torneo maschile si è giocato al National Tennis Centre di Toronto in Canada, dal 29 luglio al 4 agosto 2002, quello femminile al du Maurier Stadium di Montréal in  Canada, dal 12 al 18 agosto 2002.

## Campioni

### Singolare maschile
Guillermo Cañas ha battuto in finale  Andy Roddick con il punteggio di 6–4, 7–5.

### Singolare femminile
Amélie Mauresmo ha battuto in finale  Jennifer Capriati con il punteggio di 6–4, 6–1.

### Doppio maschile
Bob Bryan /  Mike Bryan hanno battuto in finale  Mark Knowles /  Daniel Nestor con il punteggio di 4–6, 7–6(1), 6–3.

### Doppio femminile
Virginia Ruano Pascual /  Paola Suárez hanno battuto in finale  Rika Fujiwara /  Ai Sugiyama con il punteggio di 6–4, 7–6(4).